# Carlos Horacio Evans
Carlos H. Evans (n. Mendoza, 15 de diciembre de 1915), fue un abogado y político argentino, dirigente del Partido Peronista (PP) en Mendoza y gobernador de la provincia de Mendoza desde 1952 hasta su destitución por el golpe de Estado del 16 de septiembre de 1955. Falleció c.1982 de cáncer.

## Carrera
Nació en la ciudad de Mendoza el 15 de diciembre de 1915 y se recibió de abogado en la Universidad Nacional de Córdoba. Tras haber sido profesor de colegios secundarios, fue asesor letrado del Departamento Tupungato; posteriormente fue secretario en un juzgado, y defensor de pobres y ausentes para una de las circunscripciones judiciales de la provincia. En 1946 fue subsecretario de finanzas de la provincia, y luego Secretario de Irrigación de la misma. Fue convencional constituyente nacional en 1949. Fue enviado por el gobierno provincial para el estudio del sistema cooperativo aplicado en Francia, Bélgica, Suiza y Dinamarca.Su gestión estuvo principalmente orientada a la obra pública: construyó el aeropuerto del Plumerillo, la pavimentación de 2700 km de caminos de tierra, el diseño y construcción de una moderna red de riego en el valle de Uco, y varios edificios de la capital, como la sede del banco provincial.

## Gobernador de Mendoza
En 1952 asumió el cargo de gobernador de la provincia de Mendoza por el Partido Peronista. Llevó adelante un gobierno de signo progresista, con importantes obras públicas tales como escuelas, centros de salud y centrales hidroeléctricas (El Nihuil, Blanco Encalada y San Martín). Durante su mandato se finalizó la primera etapa del Barrio Presidente Perón, se iniciaron varios barrios más y se impulsó la creación de la Villa de Uspallata. También creó el Instituto de Criminología y Medicina Legal, se promovió la explotación minera y se fomentó la creación de cooperativas y mutuales.
En 1953 procedió a la estatización del Matadero Frigorífico Mendoza tras cancelarse la concesión otorgada en 1922 a la firma Mosso Hnos, mientras que el intervencionismo estatal sobre la industria vitivinícola, que se venía acentuando desde los años ´30, alcanzó su punto máximo en 1954 con la compra del 51% de las acciones de la empresa Bodegas y Viñedos Giol al Banco Español del Río de la Plata. La nacionalización de Giol fue pensada como una estrategia para equilibrar a las distintas fuerzas del sector, protegiendo principalmente a los viñateros sin bodega y a los bodegueros trasladistas.

## Dictadura militar
Al instaurarse la dictadura autodenominada Revolución Libertadora en Mendoza el movimiento obrero fue prohibido, los gremios intervenidos, y los principales dirigentes peronistas, entre ellos Evans fueron encarcelados por razones políticas, tras lo cual durante la dictadura de Pedro Eugenio Aramburu sufrió intensas torturas, siendo liberado cuatro meses después, tras lo cual partió al exilio en Chile.